# 细波齿马先蒿
细波齿马先蒿（学名：Pedicularis crenularis）是列当科马先蒿属的植物，是中国的特有植物。分布于中国大陆的云南等地，生长于海拔2,400米至3,000米的地区，目前尚未由人工引种栽培。